# Болгарія на Олімпійських іграх
Болгарія вперше взяла участь в літніх Олімпійських іграх 1896 року в Афінах, на тих іграх Болгарію представляв лише один учасник. Оскільки Шарль Шампо був швейцарським підданим, який проживві у Софії, деякі джерела зараховують його до команди Швейцарії. Пропустивши після Ігор в Афінах 5 літніх Олімпіад, болгарські спортсмени повернулися до Ігор 1924 року на Олімпіаді в Парижі. Відтоді Болгарія пропустила лише три літні Олімпіади: 1932 року в Лос-Анджелесі (під час Великої депресії), 1948 року в Лондоні (після Другої світової війни) і 1984 року в Лос-Анджелесі (підтримавши радянський бойкот). На зимових Олімпійських іграх болгарські спортсмени дебютували 1936 року в Гарміш-Партенкірхені і відтоді не пропустили жодної зимової Олімпіади.
За час виступу на Олімпійських іграх болгарські спортсмени завоювали 225 олімпійських медалей. Практично всі медалі були завойовані на літніх Олімпійських іграх. Найбільше медалей болгари завоювали у змаганнях з боротьби та важкої атлетики.
Національний олімпійський комітет Болгарії був утворений 1923 року.

## Медалі

### Медалі на Літніх іграх
| Ігри                    | Золото          | Срібло          | Бронза          | Загалом         |
| Афіни 1896s             | 0               | 0               | 0               | 0               |
| Париж 1900              | не брала участі | не брала участі | не брала участі | не брала участі |
| Сент-Луїс 1904          | не брала участі | не брала участі | не брала участі | не брала участі |
| Лондон 1908             | не брала участі | не брала участі | не брала участі | не брала участі |
| Стокгольм 1912          | не брала участі | не брала участі | не брала участі | не брала участі |
| Антверпен 1920          | не брала участі | не брала участі | не брала участі | не брала участі |
| Париж 1924              | 0               | 0               | 0               | 0               |
| Амстердам 1928          | 0               | 0               | 0               | 0               |
| Лос-Анджелес 1932       | не брала участі | не брала участі | не брала участі | не брала участі |
| Берлін 1936             | 0               | 0               | 0               | 0               |
| Лондон 1948             | не брала участі | не брала участі | не брала участі | не брала участі |
| Гельсінкі 1952          | 0               | 0               | 1               | 1               |
| Мельбурн/Стокгольм 1956 | 1               | 3               | 1               | 5               |
| Рим 1960                | 1               | 3               | 3               | 7               |
| Токіо 1964              | 3               | 5               | 2               | 10              |
| Мехіко 1968             | 2               | 4               | 3               | 9               |
| Мюнхен 1972             | 6               | 10              | 5               | 21              |
| Монреаль 1976           | 6               | 9               | 7               | 22              |
| Москва 1980             | 8               | 16              | 17              | 41              |
| Лос-Анджелес 1984       | не брала участі | не брала участі | не брала участі | не брала участі |
| Сеул 1988               | 10              | 12              | 13              | 35              |
| Барселона 1992          | 3               | 7               | 6               | 16              |
| Атланта 1996            | 3               | 7               | 5               | 15              |
| Сідней 2000             | 5               | 6               | 2               | 13              |
| Афіни 2004              | 2               | 1               | 9               | 12              |
| Пекін 2008              | 1               | 1               | 3               | 5               |
| Лондон 2012             | 0               | 1               | 1               | 2               |
| Ріо 2016                | 0               | 1               | 2               | 3               |
| Всього                  | 51              | 86              | 80              | 217             |

### Медалі на Зимових іграх
| Games                    | Золото | Срібло | Бронза | Загалом |
| Гарміш-Партенкірхен 1936 | 0      | 0      | 0      | 0       |
| Сент-Моріц 1948          | 0      | 0      | 0      | 0       |
| Осло 195                 | 0      | 0      | 0      | 0       |
| Кортіна д'Ампеццо 1956   | 0      | 0      | 0      | 0       |
| Скво-Воллі 1960          | 0      | 0      | 0      | 0       |
| Іннсбрук 1964            | 0      | 0      | 0      | 0       |
| Гренобль 1968            | 0      | 0      | 0      | 0       |
| Саппоро 1972             | 0      | 0      | 0      | 0       |
| Іннсбрук 1976            | 0      | 0      | 0      | 0       |
| Лейк-Плесід 1980         | 0      | 0      | 1      | 1       |
| Сараєво 1984             | 0      | 0      | 0      | 0       |
| Калгарі 1988             | 0      | 0      | 0      | 0       |
| Албервіль 1992           | 0      | 0      | 0      | 0       |
| Лілльхаммер 1994         | 0      | 0      | 0      | 0       |
| Нагано 1998              | 1      | 0      | 0      | 1       |
| Солт-Лейк-Сіті 2002      | 0      | 1      | 2      | 3       |
| Турин 2006               | 0      | 1      | 0      | 1       |
| Ванкувер 2010            | 0      | 0      | 0      | 0       |
| Сочі 2014                | 0      | 0      | 0      | 0       |
| Всього                   | 1      | 2      | 3      | 6       |

### Медалі за видом спорту
| Sport                 | Золото | Срібло | Бронза | Загалом |
| Боротьба              | 16     | 32     | 20     | 68      |
| Важка атлетика        | 12     | 16     | 8      | 36      |
| Легка атлетика        | 5      | 8      | 6      | 19      |
| Стрільба              | 4      | 6      | 6      | 16      |
| Бокс                  | 4      | 5      | 9      | 18      |
| Каное                 | 4      | 5      | 8      | 17      |
| Академічне веслування | 3      | 4      | 7      | 14      |
| Гімнастика            | 2      | 4      | 7      | 13      |
| Плавання              | 1      | 1      | 1      | 3       |
| Біатлон               | 1      | 0      | 1      | 2       |
| Дзюдо                 | 0      | 1      | 2      | 3       |
| Шорт-трек             | 0      | 2      | 1      | 3       |
| Баскетбол             | 0      | 1      | 1      | 2       |
| Футбол                | 0      | 1      | 1      | 2       |
| Волейбол              | 0      | 1      | 1      | 2       |
| Ковзанярський спорт   | 0      | 1      | 0      | 1       |
| Лижні перегони        | 0      | 0      | 1      | 1       |
| Теніс                 | 0      | 0      | 1      | 1       |
| Всього                | 52     | 88     | 83     | 225     |